# Vers une société sans État
Vers une société sans État est un essai écrit par l'économiste libertarien américain David Friedman, traduit en français par Françoise Liégeois et publié en France en 1992. C'est un des livres les plus influents dans la littérature anarcho-capitaliste.

## Thèse principale
Le livre cherche à démontrer non seulement la faisabilité pratique, mais aussi la désirabilité d'une société fonctionnant sans le moindre État, défini comme une agence de type gouvernementale bénéficiant d'un monopole de la violence légale et parfois de divers autres droits exclusifs.
Dans la première partie, l'auteur démontre à l'aide d'exemples basés sur l'histoire économique des États-Unis d'Amérique que l'État se sert systématiquement de son monopole sur certains droits pour en acquérir d'autres, et pour s'insinuer dans tous les aspects de la vie de la Nation, et que son intervention, au lieu d'améliorer l'accès aux services qu'il régule, le détériore au contraire.
Dans la seconde partie, l'auteur fournit les concepts de base de l'économie au lecteur, comme la propriété privée, les diverses théories de la valeur utilisées au cours de l'Histoire, ainsi que les mécanismes de la praxéologie. Il explore d'un point de vue utilitariste les conséquences de ces mécanismes et concepts sur la morale et l'organisation de la société pour en tirer des conclusions libertariennes.
Dans la troisième partie, David Friedman appelle à une privatisation progressive de toutes les fonctions du gouvernement pour créer une société où chaque fonction traditionnellement attribuée à un État central est remplie par un ensemble d'entreprises privées en concurrence sur un marché libre. Il donne des suggestions pour beaucoup de fonctions spécifiques, explorant les conséquences de la pensée libertarienne, et donnant des exemples de sociétés libertariennes (comme l'Althing des Islandais), et offrant le point de vue personnel de l'auteur sur les raisons qui l'ont amené à devenir libertarien.
Les sujets du livre incluent la privatisation de la justice (à la fois la législation et la police), du système monétaire, et le délicat problème de fournir des services publics (comme la défense nationale) dans une société purement libertarienne. L'approche de Friedman et ses conclusions pourraient être décrites, de l'aveu même de l'auteur, comme anarcho-capitalistes.

## Approche utilitariste de l'anarchie
Alors que beaucoup de libertariens ont une approche déontologique et argumentent sur des aspects liés au droit, Friedman met en avant l'utilitarisme. Selon lui, les conséquences anarcho-capitalistes seraient bénéfiques pour la vaste majorité, incluant les pauvres. Bien que souvent vu comme l'extrémisme d'un mouvement extrémiste, les points de vue de Friedman sur la façon de passer d'une société organisée autour d'un État central à une société anarcho-capitaliste se veulent pragmatiques, avec une application concrète par étapes. Par exemple, il favorise l'introduction des bons d'éducation en prélude à une privatisation du système scolaire, et la décentralisation de la police comme premier pas vers une défense privatisée.
L'auteur critique également le mouvement libertarien américain, en particulier les minarchistes et les défenseurs d'un parti libertarien, impliquant que la présence d'un État même minimaliste disposant d'un monopole sur un droit entraîne inévitablement, pour des raisons praxéologiques étayées par des exemples, la corruption de ce gouvernement à plus ou moins long terme. Néanmoins il défend une approche réformiste au lieu de l'approche révolutionnaire prônée par Murray Rothbard, en suggérant qu'au lieu de subvertir les rouages de l'État, l'instauration d'une société sans État se fasse par le développement d'une compétition des citoyens sur chaque service fourni par le gouvernement, en citant les sociétés d'arbitrage utilisées de plus en plus par les grandes compagnies américaines comme alternative au système judiciaire, et l'exemple de Lysander Spooner qui avait créé avec succès une entreprise de transport de courrier, l'American Letter Mail Company, en concurrence directe avec le monopole d'État de l'United States Postal Service.